# جایزه جهانی لوریوس برای ورزشکار اکشن سال
جایزه جهانی لوریوس برای ورزشکار اکشن سال، که قبل از سال ۲۰۰۷ به عنوان ورزشکار جایگزین سال شناخته می‌شد، جایزه‌ای سالانه است که از دستاوردهای ورزشکاران انفرادی در دنیای ورزش‌های اکشن تقدیر می‌کند. این جوایز توسط سازمان Laureus Sport for Good، یک سازمان جهانی که در بیش از ۱۵۰ پروژه خیریه که از ۵۰۰۰۰۰ جوان حمایت می‌کند، ارائه می‌شود. اولین مراسم در ۲۵ مهٔ ۲۰۰۰ در مونت‌کارلو برگزار شد و نلسون ماندلا سخنرانی اصلی را در آن انجام داد. تا تاریخ ۲۰۲۰، فهرست کوتاه شش تیمی از نامزدهای این جایزه از سوی هیئتی متشکل از «ویراستاران، نویسندگان و پخش‌کنندگان برجسته ورزشی جهان» آمده‌است. سپس آکادمی جهانی ورزش لوریوس برنده‌ای را انتخاب می‌کند که در مراسم سالانه جوایز که در مکان‌های مختلف در سراسر جهان برگزار می‌شود، تندیس لوریوس که توسط کارتیه ساخته شده‌است، به او اهدا می‌شود. این جوایز بسیار معتبر در نظر گرفته می‌شوند و اغلب به عنوان معادل ورزشی اسکار شناخته می‌شوند.
برنده افتتاحیه جوایز لوریوس برای ورزشکار اکشن سال، در سال ۲۰۰۰، ورزشکار چند ورزشی آمریکایی شان پالمر بود. این جایزه در سال ۲۰۰۶ به کایت‌سوار ایتالیایی آنجلو د آریگو که در یک سانحه هوایی در مارس همان سال کشته شد، اهدا شد. آمریکایی‌ها با ۹ جایزه موفق‌ترین‌ها هستند، در حالی که موج‌سواران با ۶ جایزه بیشترین جایزه را در میان رشته‌های ورزشی دارند. موج‌سوار آمریکایی کلی اسلیتر تنها فردی است که چند بار با ۴ برد این جایزه را دریافت کرده‌است. این جایزه در طول تاریخ به شش زن اعطا شده‌است: موج‌سواران استرالیایی لین بیچلی (۲۰۰۴) و استفانی گیلمور (۲۰۱۰)، قایق‌ران بادبانی بریتانیایی الن مک‌آرتور (۲۰۰۵) و دوچرخه‌سوار کوهستان بریتانیایی ریچل آترتون (۲۰۱۷) و ۲ بار به کلوئه کیم اسنوبردسوار آمریکایی که در سال‌های ۲۰۱۹ و ۲۰۲۰ برنده این جایزه شد و آخرین برنده این جایزه بت شریور، دوچرخه‌سوار بی‌ام‌ایکس اهل بریتانیا در سال ۲۰۲۲.

## فهرست برندگان و نامزدها
| dagger | نشان‌دهنده جایزه پس از مرگ است |

| سال  | تصویر                    | برندگان          | ملیت                | ورزش                 | نامزدها |
| ---- | ------------------------ | ---------------- | ------------------- | -------------------- | --- |
| ۲۰۰۰ | –                        | شان پالمر        | ایالات متحده آمریکا | چند ورزشی            | تونی هاوک ( ایالات متحده آمریکا) – اسکیت‌بوردینگ تراویس پاسترانا ( ایالات متحده آمریکا) – موتورسواری |
| ۲۰۰۱ | Mike Horn                | مایک هورن        | آفریقای جنوبی       | اکتشاف جغرافیایی     | لین بیچلی ( استرالیا) – موج‌سواری تارا داکیدس ( ایالات متحده آمریکا) – اسنوبردسواری داوو کارنیچار ( اسلوونی) – صعود ورزشی/اسکی بی‌نهایت جان استمستاد ( ایالات متحده آمریکا) – دوچرخه‌سواری کوهستان                                                        |
| ۲۰۰۲ | Bob Burnquist            | باب بورنکوییست   | برزیل               | اسکیت‌بوردینگ         | ویل گاد ( کانادا) – یخ‌نوردی/پاراگلایدر مت هافمن ( ایالات متحده آمریکا) – بی‌ام‌ایکس اومبرتو پلیتزاری ( ایتالیا) – غواصی آزاد النا رپکو ( اوکراین) – صعود ورزشی                                                                                           |
| ۲۰۰۳ | Dean Potter              | دین پاتر         | ایالات متحده آمریکا | صعود ورزشی           | آن-کارولین چوسون ( فرانسه) – دوچرخه‌سواری کوهستان/بی‌ام‌ایکس کلی کلارک ( ایالات متحده آمریکا) – اسنوبردسواری پیر-لوک گانیون ( کانادا) – اسکیت‌بوردینگ مارتین استرل ( اسلوونی) – شنا استقامت                                                                |
| ۲۰۰۴ | Layne Beachley           | لین بیچلی        | استرالیا            | موج‌سواری             | گرچن بلایلر ( ایالات متحده آمریکا) – اسنوبردسواری آن-کارولین چوسون ( فرانسه) – دوچرخه‌سواری کوهستان/بی‌ام‌ایکس لرد همیلتون ( ایالات متحده آمریکا) – موج‌سواری رایان شکلر ( ایالات متحده آمریکا) – اسکیت‌بوردینگ شان وایت ( ایالات متحده آمریکا) – چند ورزشی |
| ۲۰۰۵ | Ellen MacArthur          | الن مک‌آرتور      | بریتانیای کبیر      | قایقرانی بادبانی     | دارن برکلاث ( کانادا) – بی‌ام‌ایکس گون-ریتا دال فلشو ( نروژ) – دوچرخه‌سواری کوهستان دالاس فرایدی ( ایالات متحده آمریکا) – ویک‌بوردینگ مایک هورن ( آفریقای جنوبی) – اکتشاف جغرافیایی شین مک‌کانکی ( کانادا) – اسکی نیو اسکول                                 |
| ۲۰۰۶ |                          | آنجلو د آریگو    | ایتالیا             | کایت‌سواری            | چلسی جورجسون ( استرالیا) – موج‌سواری تانر هال ( ایالات متحده آمریکا) – اسکی نیو اسکول کلی اسلیتر ( ایالات متحده آمریکا) – موج‌سواری جرمی استنبرگ ( ایالات متحده آمریکا) – موتورکراس دنی وی ( ایالات متحده آمریکا) – اسکیت‌بوردینگ                         |
| ۲۰۰۷ | Kelly Slater             | کلی اسلیتر       | ایالات متحده آمریکا | موج‌سواری             | آرون هادلو ( بریتانیای کبیر) – کایت‌بوردینگ تراویس پاسترانا ( ایالات متحده آمریکا) – رالی/موتورسواری کوین پریچارد ( ایالات متحده آمریکا) – بادسواری گیسلا پولیدو ( اسپانیا) – کایت‌بوردینگ شان وایت ( ایالات متحده آمریکا) – چند ورزشی                   |
| ۲۰۰۸ | Shaun White              | شان وایت         | ایالات متحده آمریکا | چند ورزشی            | دنیل درس ( ونزوئلا) – بی‌ام‌ایکس میک فانینگ ( استرالیا) – موج‌سواری استفانی گیلمور ( استرالیا) – موج‌سواری آرون هادلو ( بریتانیای کبیر) – کایت‌بوردینگ رایان شکلر ( ایالات متحده آمریکا) – اسکیت‌بوردینگ                                                     |
| ۲۰۰۹ | Kelly Slater             | کلی اسلیتر       | ایالات متحده آمریکا | موج‌سواری             | ژولیان آبسالون ( فرانسه) – دوچرخه‌سواری کوهستان استفانی گیلمور ( استرالیا) – موج‌سواری آرون هادلو ( بریتانیای کبیر) – کایت‌بوردینگ تانر هال ( ایالات متحده آمریکا) – اسکی نیو اسکول شان وایت ( ایالات متحده آمریکا) – چند ورزشی                           |
| ۲۰۱۰ | Stephanie Gilmore        | استفانی گیلمور   | استرالیا            | موج‌سواری             | آنتوان آلبو ( فرانسه) – بادسواری کریس کول ( ایالات متحده آمریکا) – اسکیت‌بوردینگ میک فانینگ ( استرالیا) – موج‌سواری گرگ لانگ ( ایالات متحده آمریکا) – موج‌سواری دنی مک‌اسکیل ( بریتانیای کبیر) – دوچرخه‌سواری تریال کوهستان                                 |
| ۲۰۱۱ | Kelly Slater             | کلی اسلیتر       | ایالات متحده آمریکا | موج‌سواری             | جیمی بست‌ویک ( بریتانیای کبیر) – بی‌ام‌ایکس استفانی گیلمور ( استرالیا) – موج‌سواری لوی شروود ( نیوزیلند) – موتورکراس شان وایت ( ایالات متحده آمریکا) – چند ورزشی ویکتور فرناندز ( اسپانیا) – بادسواری                                                      |
| ۲۰۱۲ | Kelly Slater             | کلی اسلیتر       | ایالات متحده آمریکا | موج‌سواری             | جیمی بست‌ویک ( بریتانیای کبیر) – بی‌ام‌ایکس فیلیپ کوستر ( آلمان) – بادسواری کاریسا مور ( ایالات متحده آمریکا) – موج‌سواری تراویس رایس ( ایالات متحده آمریکا) – اسنوبردسواری شان وایت ( ایالات متحده آمریکا) – چند ورزشی                                    |
| ۲۰۱۳ | Felix Baumgartner        | فلیکس باوم‌گارتنر | اتریش               | ماجراجو              | جیمی بست‌ویک ( بریتانیای کبیر) – بی‌ام‌ایکس ژولی برسه ( فرانسه) – دوچرخه‌سواری کوهستان استفانی گیلمور ( استرالیا) – موج‌سواری فیلیپ کوستر ( آلمان) – بادسواری جوئل پارکینسون ( استرالیا) – موج‌سواری                                                         |
| ۲۰۱۴ | –                        | جیمی بست‌ویک      | بریتانیای کبیر      | بی‌ام‌ایکس             | باب بورنکوییست ( برزیل) – اسکیت‌بوردینگ میک فانینگ ( استرالیا) – موج‌سواری جان جان فلورنس ( ایالات متحده آمریکا) – موج‌سواری مایا گابیرا ( برزیل) – موج‌سواری شان وایت ( ایالات متحده آمریکا) – چند ورزشی                                                  |
| ۲۰۱۵ | Alan Eustace             | آلن یوستس        | ایالات متحده آمریکا | چتربازی              | استفانی گیلمور ( استرالیا) – موج‌سواری نایجا هیوستون ( ایالات متحده آمریکا) – اسکیت‌بوردینگ سیج کوستنبرگ ( ایالات متحده آمریکا) – اسنوبردسواری دنی مک‌اسکیل ( بریتانیای کبیر) – دوچرخه‌سواری تریال کوهستان گابریل مدینا ( برزیل) – موج‌سواری                |
| ۲۰۱۶ | Jan Frodeno in 2015      | یان فرودنو       | آلمان               | سه‌گانه آیرونمن       | ریچل آترتون ( بریتانیای کبیر) – دوچرخه‌سواری کوهستان باب بورنکوییست ( برزیل) – اسکیت‌بوردینگ آدریانو ده سوزا ( برزیل) – موج‌سواری میک فانینگ ( استرالیا) – موج‌سواری کلوئه کیم ( ایالات متحده آمریکا) – اسنوبردسواری                                       |
| ۲۰۱۷ | Rachel Atherton          | ریچل آترتون      | بریتانیای کبیر      | دوچرخه‌سواری کوهستان  | پدرو باروس ( برزیل) – اسکیت‌بوردینگ جان جان فلورنس ( ایالات متحده آمریکا) – موج‌سواری کلوئه کیم ( ایالات متحده آمریکا) – اسنوبردسواری کلی سیلدارو ( استونی) – اسکی نمایشی تایلر رایت ( استرالیا) – موج‌سواری                                              |
| ۲۰۱۸ | Armel Le Cleac'h in 2016 | آرمل لو کلیاش    | فرانسه              | قایقرانی بادبانی     | جان جان فلورنس ( ایالات متحده آمریکا) – موج‌سواری آنا گاسر ( اتریش) – اسنوبردسواری نایجا هیوستون ( ایالات متحده آمریکا) – اسکیت‌بوردینگ مارک مک‌موریس ( کانادا) – اسنوبردسواری تایلر رایت ( استرالیا) – موج‌سواری                                          |
| ۲۰۱۹ | Kim in 2017              | کلوئه کیم        | ایالات متحده آمریکا | اسنوبردسواری         | استفانی گیلمور ( استرالیا) – موج‌سواری گابریل مدینا ( برزیل) – موج‌سواری مایا گابیرا ( برزیل) – موج‌سواری شان وایت ( ایالات متحده آمریکا) – چند ورزشی آنا گاسر ( اتریش) – اسنوبردسواری                                                                    |
| ۲۰۲۰ | Kim in 2017              | کلوئه کیم        | ایالات متحده آمریکا | اسنوبردسواری         | کاریسا مور ( ایالات متحده آمریکا) – موج‌سواری ایتالو فریرا ( برزیل) – موج‌سواری مارک مک‌موریس ( کانادا) – اسنوبردسواری نایجا هیوستون ( ایالات متحده آمریکا) – اسکیت‌بوردینگ رایسا لئال ( برزیل) – اسکیت‌بوردینگ                                             |
| ۲۰۲۱ | اعطا نشد                 | اعطا نشد         | اعطا نشد            | اعطا نشد             | اعطا نشد |
| ۲۰۲۲ | –                        | بتانی شریور      | بریتانیای کبیر      | دوچرخه‌سواری بی‌ام‌ایکس | کاریسا مور ( ایالات متحده آمریکا) – موج‌سواری ایتالو فریرا ( برزیل) – موج‌سواری آلبرتو خینز لوپز ( کانادا) – صعود ورزشی مومیجی نیشیا ( ژاپن) – اسکیت‌بوردینگ یوتو هاریگومه ( ژاپن) – اسکیت‌بوردینگ                                                         |